# Dolopes
Les Dolopes (en grec ancien : Δόλοπες), sont un peuple de la Grèce antique, qui habitait au pied du Pinde, non loin de l'Étolie, de la Thessalie et de l'Épire, dans une contrée montagneuse appelée Dolopie. Leur pays était traversé par l'Achéloos. Selon l’Iliade, les Dolopes prirent part à la guerre de Troie sous la conduite de leur roi Phénix, vassal du roi Pélée.
Les Dolopes restèrent vassaux des Thessaliens, autonomes, furent membres de l'Amphictyonie de Delphes, et se battirent aux côtés des Perses en -480. En -420, ils menèrent une guerre à la ville d'Héraclée de Trachis dans le dème de Trachis et furent également alliés de la Ligue de Corinthe sous Philippe II de Macédoine au IVe siècle av. J.-C.